# 哈斯勒 (琉森州)

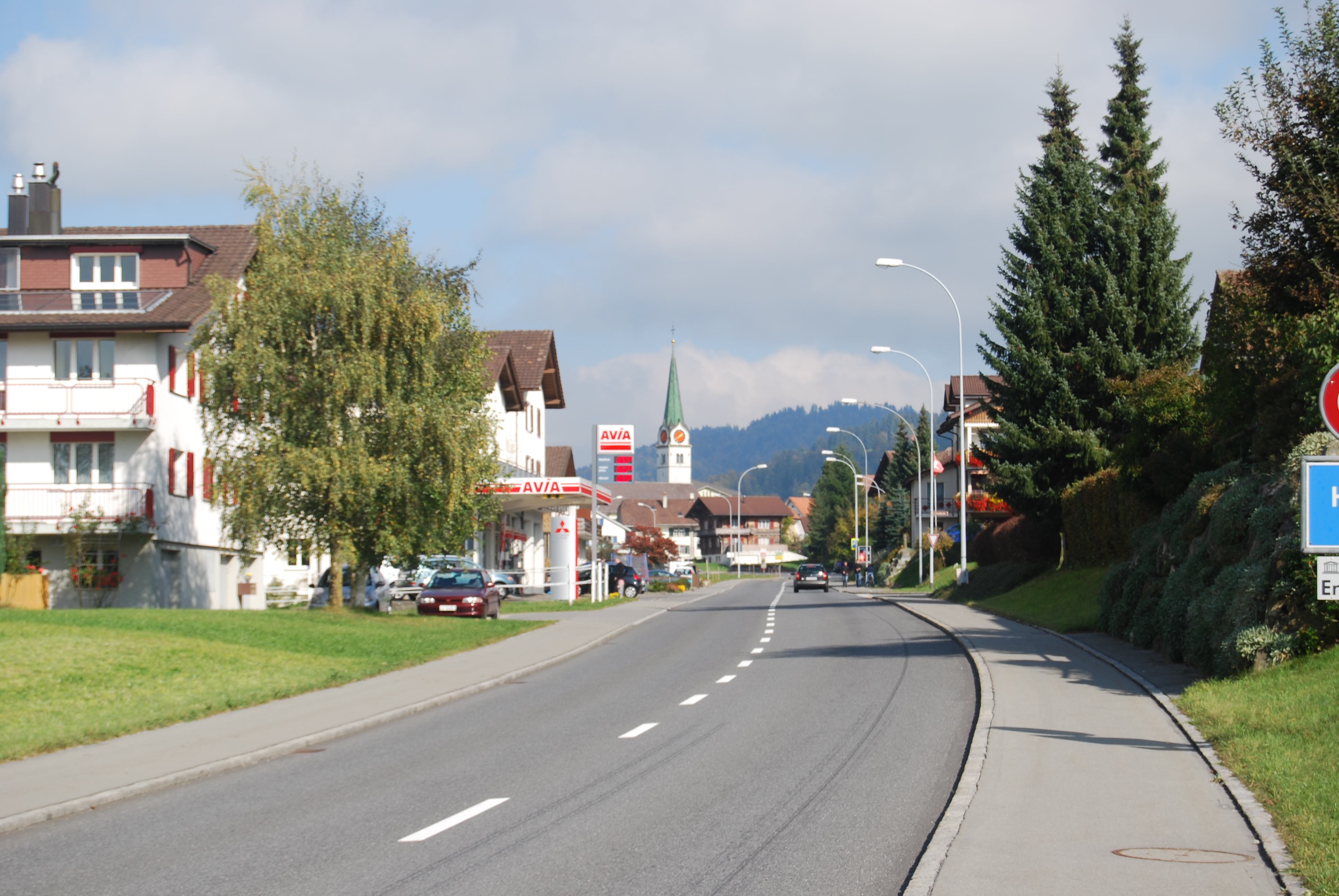

哈斯勒是瑞士的城鎮，位於該國中部，由琉森州負責管轄，面積40.3平方公里，四成土地是農業用地，海拔高度718米，2011年人口1,752，人口密度每平方公里43人。